# Невидљиви сати
Невидљиви сати је роман британског писца Дејвида Мичела. Изашла је из штампе у Великој Британији 2014. године а преведена је на српски језик следеће, 2015. године.
Роман је добио Букерову награду 2014. године. 
Роман је подељен на шест целина са пет приповедача из првог лица. Све њих повезује лик Холи Сајкс, млада жена из Грејвсенда која је надарена „невидљивим оком“ и полу-психичким способностима, и рат између две бесмртне фракције, Анхорита, који своју бесмртност црпе из убијања других, и Хоролози, који су природно способни да се реинкарнирају.
Наслов се односи на погрдни израз који бесмртни ликови користе за нормалне људе, који су осуђени на смрт због тела које стари (енглески назив романа је The Bone Clocks).

## Радња романа
Књига се састоји од шест прича смештених у различита времена Холиног живота.

### Врућа чаролија, 1984
Петнаестогодишња Холи Сајкс бежи од куће да живи са својим 24-годишњим дечком. Пре него што оде, њен млађи брат Џеко јој предаје играчку лавиринт и говори јој да га научи напамет. Стигавши у кућу свог дечка, Холи га затиче у кревету са својом најбољом пријатељицом. Она ипак одлучује да настави да бежи сама и упознаје Естер Литл, старију жену која инсистира да јој да зелени чај у замену за азил. Холи пристаје на чудну понуду, мислећи да је жена луда. Холи, коју су некада мучиле слушне халуцинације, тада има насилну дневну мору која укључује њеног брата Џека и неколико насилних гласова које препознаје из детињства. После наилази на Еда Брубека, познаника, који је храни и помаже да је склони. Он говори о раду на фарми јагода у Кенту. Након што је телефоном обезбедила посао, Холи стопира према фарми. Покупи је млади факултетски пар, Хајди и Ијан, који верују у комунизам и одводе је својој кући. После доручка, Холи се умива и онда излази напоље где проналази пар мртав. Тада је нападне човек по имену Рајмс који је замењује са Естер Литл, али убрзо схвата да она уопште нема моћи. Рајмс тада покушава да убије Холи, али га зауставља реанимирани леш прво Хајди, а касније Ијана. Холи схвата да је Ијан у ствари Естер Литл која је дошла да „затражи уточиште“. Естер се уграђује у Холин мозак, али брише инцидент из свог сећања.
Холи одлази до фарме јагода. Док је тамо, она чује вести о Хајди и Ијановој смрти, али не може да их повеже са собом. Она упознаје младу жену по имену Гвин која каже да је и она некада била бегунац, и да би требало да се врати, осим ако њена кућна ситуација није насилно лоша. Док Холи размишља о томе, долази Ед Брубек који је погодио где је и говори јој да треба да се врати кући јер је Џеко нестао, а полиција не третира случај озбиљно јер верује да је он са Холи.

### Миро је моје, његов горки парфем, 1991
Хуго Ламб, студент аморалне политике на измишљеном колеџу Хамбер у Кембриџу, на проби хора сусреће прелепу жену која себе назива Имакули Константин, која му говори да је бесмртност могућа. Хуго се тада онесвестио на два сата. У локалном пабу поново се сусреће са Елијамом Д'Арноком, Новозеланђанином којег је упознао прве године, и убеђује аристократског Џонија Пенхалигона да се придружи покер мечу на крају мандата. Избија туча између Ричарда Чизмана, амбициозног романописца и критичара, и локалног бенда који је критиковао у штампи, а завршава се тако што Хуго прети да ће одвести њих на суд због тешких телесних повреда и отме садашњу девојку свог пријатеља Олија.
Хуго је отворио други банковни рачун под лажним идентитетом Маркуса Ајдера, студента астрофизике на Империјал колеџу у Лондону, и стекао је скоро 50.000 фунти кроз разне незаконите радње, укључујући продају старинских маркица свог ментора док се опоравља од можданог удара и превару свог пријатељи на картама. Његова најновија шема укључује манипулисање Џонијем да прода очев Астон Мартин продавцу старинских аутомобила кога познаје. Џони, пошто је изгубио преко 15.000 фунти коцкањем и са својом некада престижном породицом већ дубоко у дуговима, невољно пристаје. Бескућник коме даје новац на Пикадилију, прати кући и тврди да је Имакули Константин. Иго убеђује себе да су ти сусрети били његова сопствена машта. Потом одлази у Швајцарску за божићне празнике где му за око упада привлачна менаџерка бара Холи Сајкс и покушава да је освоји са малим успехом. Дана 30. децембра, он добија позив од Чизмена који га обавештава да је Џони извршио самоубиство тако што је слетео очев Астон са литице, а истрага је пред нама.
У новогодишњој ноћи, изнервиран што су његови пријатељи са женама за које сумња да су проститутке и узнемирен оптужбама за крађу и превару, Хуго слави у Нову годину у бару у којем Холи ради. Ујутро га зове отац и каже му да га полиција тражи, за шта сумња да је повезано са његовом последњом крађом старих маркица. Штавише, жене са којима су спавали његови пријатељи дозивају своје макрое у кућу како би их протресли за новац. Хуго успева да побегне кроз прозор своје собе и налеће на Холи, која га упозорава да ће ускоро доћи до снежне мећаве. Он остаје да преноћи у њеној кући и сазнаје за њеног несталог брата Џека, који се више никада није појавио. Он јој отворено каже да престане да криви себе за братову смрт, и док су запањени, њих двоје касније спавају заједно. Хуго се по први пут заљубљује, али открива разгледницу Еда Брубека, који тренутно путује по свету, и постаје љубоморан. Јутро након тога, Холи одлази на посао, говорећи Хугу да неће имати љутње ако он одлучи да оде. Одлази да је види у бару, али пре него што успе, пресрећу га Д'Арнок и његов пратилац, Баптист Фенингер. Позивају га у свој ауто, упозоравајући га да више неће бити повратка. Одлучујући да нема шансе за дугу везу са Холи и опрезан због потенцијалног кривичног гоњења које га чека код куће, Хуго прихвата. На путовању, Д'Арнок и Фенингер му говоре да су они, заједно са Имакули Константин, анхорити, група способна за телепатију, као и за стављање људи у "паузу" (тј., изазивање временских празнина и губитак памћења) и заустављање процеса старења. Након што су проверили Хуга и сматрали га превртљивим и аморалним, позивају га да се придружи.

### Упад на свадбу, 2004
Ед Брубек, сада 35-годишњи ратни новинар, враћа се у Енглеску на венчање Холине млађе сестре. Ратни зависник, у почетку је планирао да се врати у Лондон да би се скрасио са Холи и њиховом шестогодишњом ћерком Аојфе, док је уместо тога потајно планирао да се врати у Багдад. Док су у шетњи, он и Аојфе наилазе на Имакули Константин која проверава да ли Аојфе има невидљиво око као што је то некада имала њена мајка и, откривши да нема, нестаје.
Током венчања Ед је изгубљен у сећањима на време проведено у Ираку радећи са Азизом и Насаром, двојицом Ирачана који га одводе на територију опасну за странце и помажу му у интервјуима и фотографијама. Након што га је оставио у његовом хотелу, убио их је бомбаш самоубица који је гађао хотел у којем живе новинари рођени у иностранству. Ед осећа интензивну кривицу због њихове смрти.
Ед започиње разговор са Холином пратетком Ајлиш, која живи у удаљеном делу Ирске који се зове Овчја глава. Она признаје нешто што никада није рекла остатку породице: верује да Холин млађи брат Џеко није онакав какав изгледа. Слично миту о 'промени', она мисли да се вратио из скоро фаталне хоспитализације као друга особа. Ед није сигуран како да реагује на ову информацију.
Након венчања, сместивши се са Аојфе да одспава, Холи пробуди Еда и схвати да је Аојфе нестала. Њих двоје су се раздвојили да би је пронашли са Едом који иде на пристаниште Брајтона верујући да је Аојфе отишла у потрагу за гатаром коју је видела раније, Двајтом Силвервиндом. Силвервинд није видео Аојфе, али се са Едом враћа у хотел да покуша да је пронађе. Када стигну, Холи има напад током којег интонира речи „десет“ и „петнаест“. Силвервинд сугерише да би Холи могла бити видовњакиња, нешто што је Ед приметио код Холи раније, али никада раније није веровао. Међутим, он хвата кључ од собе од 1015 и одлази тамо где проналази Аојфе. Он измишља причу за остатак Холине породице о томе како је успео да пронађе Аојфе, али говори Холи истину.

### Усамљена планета Криспина Хершеја, 2015
Од 2015. до 2020. године, писац Криспин Хершеј, некада књижевни вундеркинд, види да му богатство опада. Његов најновији роман није се добро продао захваљујући брутално неповољној рецензији Ричарда Чизмена, сада већ етаблираног критичара; отуђен је од супруге Канађанке и две мале ћерке; а на сајму књига га је заменила нова ауторка Холи Сајкс која је написала изузетно популарну књигу о својим психичким визијама под називом Радио људи. Криспин такође сусреће младу Американку азијског порекла која се представља као Солеј Мур и даје му књигу своје поезије коју он одмах баца у смеће. На књижевном фестивалу у Колумбији, Криспин одлучује да се освети Чизману тако што ће му ставити кокаин у кофер и телефонирати да има дрогу. Само са намером да га понизи, ужаснут је када је Чизман осуђен на шест година колумбијског затвора због трговине дрогом.
Док Криспин обилази свет, привлачећи све мање публике и скупљајући све више дугова, он се сусреће са Холи поново неколико пута, сваким сусретом бивајући све убеђенији да она не лаже о својим способностима. Док је на острву Ротнест са Холи и тинејџерком Аојфе, Криспин сведочи да Холи има епилептични напад, где она говори на језику за шта он верује да је аустралијски абориџински језик. У Шангају, она тачно предвиђа резултате бацања новчића десет пута заредом, задивљујући Криспина. Такође га упозорава да кад год је у његовој близини помисли на "паук, спирала, једнооки човек". Од Солеје Мур добија и другу књигу коју исто баца. 
Како године пролазе, Криспин и Холи се зближавају и постају добри пријатељи. На путу да је посети на Исланду, нападне га сада бесмртни Хуго Ламб који га испитује о Холи, Естер Литл и шта она зна о Хоролозима и Анхоритима. Сматрајући да су Криспинови одговори задовољавајући, Хуго затим брише своје памћење, али не пре него што наговештава да каже Чизману да га је Криспин ставио у затвор. Касније током путовања, Криспин сазнаје да Холи има рак и да вероватно има врло мало времена за живот. Нови доктор, по имену Ирис Фенби, жели да Холи испроба нови експериментални третман. Криспин започиње кратку везу са Холиним агентом на шпанском језику, и касније добија сина.
До 2020. године Криспин, сада у великим дуговима, предаје на колеџу Иви Лиг (Бард Колеџ) у долини Хадсон у Њујорку. Посећује га тек пуштени Чизмен, који сада носи повез на оку. Криспин верује да је он једнооки човек из Холиног пророчанства. Чизман му се супротставља и говори му да је провео време у затвору маштајући о убиству Криспина, али у врхунцу, он одлучује да то не учини и одлази. Непосредно потом, Криспина посећује Солеј Мур, које се не сећа и која је ужаснута што још увек није прочитао дела која му је она поклонила. Она му каже да је он део "Скрипте" и да људе користе и злостављају виша бића, и надала се да ће јој Криспин помоћи да објави своја дела како би ово постало широко распрострањено знање. Затим одлази на свој план Б и пуца у Криспина, знајући да ће убиство учинити њу и њен рад озлоглашеним. Пре него што умре, Криспин види спирале на тепиху, мртвог паука између ормарића и зида и гусара играчку са повезом на оку, испуњавајући тако Холино пророчанство.

### Хорологов лавиринт, 2025
Године 2025. Маринус почиње да прима поруке од Естер Литл, за коју је раније веровала да је мртва. Маринус је биће које се реинкарнирало у многа тела, укључујући доктора који је једном излечио Холи од њених „радио људи“ као дете и доктора који је помогао да се Холиин рак врати у ремисију под именом Ирис Фенби. Кроз Естерине поруке Маринус схвата да је Естер Литл скривена у Холиним сећањима од 1984. године.
Маринус (у њеном тренутном облику као Ирис Фенби) контактира Холи и открива да је део групе „атемпоралаца“ који себе називају Хоролози. Хоролози су бића која су природно бесмртна и или се враћају 49 дана након смрти свог претходног тела домаћина у тело детета које је већ умирало, или су у стању да пренесу своје душе у умирућу децу када се нова тела истроше. Процеси реинкарнације Хоролога су природни и никоме не наносе штету, за разлику од њихових непријатеља, Анхорита, који своју бесмртност постижу тако што одводе душе психички надарене деце у нешто што се зове „Црно вино“, што зауставља процес старења. У једном последњем открићу, Маринус објашњава да је Холин брат, Џеко, у ствари био привремени вођа по имену Кси Ло, који је настањивао Џеково тело, а привидни нестанак детета је заправо био последица пада Си Лоа у борби током прве мисије Хоролога 1984. године.
Холи је природно скептична, али након што ју је замало убила група Анхорита, она одлучује да ради са Маринусом и Хоролозима. Маринус је у стању да лоцира Естер у Холином сећању и извуче је изговарајући њено 'дуго име', које је компилација свих имена која је икада имала током свог живота. Затим праве план да оду у капелу слепог катара како би покушали да униште њену икону, а тиме и извор моћи Анхорита. Слепи катар, монах јеретик који је желео да Капела сумрака постане и од тада је постао једно са њом, извор је ритуала Анхорита, а уништење њега и храма укинуло би њихову способност да плене смртнике.
Верујући да је Си Ло/Џек можда преживео битку 1984. и да се још увек крије у храму, Холи их прати. Хоролози се упуштају у "психозотерични" рат са Анхоритима који убија многе Хорологе, али успева да купи Естер Литл довољно времена да уништи Слепог Катара. Маринусово тело је уништено, али она се пење у Холин ум и може да је заштити на овај начин. Док се капела око њих распада, појављује се отвор и Холи пролази кроз њега. Она схвата да је простор заправо лавиринт који јој је Џек дао 1984. и замолио је да запамти, и да је у стању да пронађе пут кроз њега. На путу, њу и Маринуса зауставља Имакули Константин, која прети да ће их уништити својим менталним моћима. Маринус успева да јој одврати пажњу довољно дуго да је Холи удари оклагијом. У центру лавиринта је златна јабука. Маринус напушта Холин ум и тражи од ње да га додирне, преносећи је на сигурно. Маринус схвата да је остављена са Хугом Ламбом, који признаје да је разлог зашто није сам узео златну јабуку и оставио Холи да умре зато што је истински волео Холи током њиховог кратког заједничког сусрета. Таман кад се спремају да умру, Маринус схвата да постоји још један могући начин да побегну.

### Овчија глава, 2043
Холи сада живи у кући своје пратетке у месту Овчија глава у Ирској. Прошло је пет година од периода званог Ендаркенмент, током којег су климатске промене довеле до исцрпљивања ресурса, а људи су сада приморани да живе од земље у комбинацији са владиним санкционисањем. Холи се брине о својој унуци тинејџерки Лорелеј, која је остала сироче након смрти њених родитеља у авионској несрећи, и младом дечаку који је остао без родитеља по имену Рафик. Упркос чињеници да остатак Европе ужасно пати, Ирска је релативно стабилна због чињенице да су Кинези посредовали у договору са њима, дајући им нафту и спорадично коришћење интернета у замену за изнајмљивање неке њихове земље. Међутим, Кинези нагло повлаче своје ресурсе и, упркос обећањима да ће ирска влада моћи да одржи ствари стабилнима, мешавина одметнутих владиних трупа и милиција упада у град, узимајући соларне панеле и нафту. Због свађе о томе како да поделе своје ресурсе, освајачи почињу да пуцају једни на друге, штедећи већину локалног становништва и остављајући им времена да формирају сопствену малу милицију.
Вративши се у Холину кућу, стиже војни брод који тражи Холи Сајкс по имену. Пловило открива да је са Исланда, где закон и ред и даље влада, и да је послато да се врати Лорелеј, чији је отац био са Исланда. Открива се да је један од чланова посаде реинкарнирани Маринус. Холи га замоли да искористи своје моћи контроле ума да поведе Рафика са Лорелеј пошто је дијабетичар и инсулин му је на измаку. Маринус открива да има довољно вештине да натера исландске војнике да поведу и Лорелеј и Рафика са собом, али Холи мора да буде остављена. Холи се опрашта од својих унука, знајући да их вероватно више никада неће видети лично, али се помирила са судбином ако Лорелеј и Рафику омогући нови почетак живота.

## Ликови
- Холи Сајкс: ћерка цариника коју су некада мучиле, како је мислила, слушне халуцинације.
- Хуго Ламб: аморални студент који је регрутован у Анхорите.
- Ед Брубек: Холин друг из разреда из Грејвсенда који јој касније постаје партнер.
- Криспин Хершеј: ситни средовечни романописац коме је тешко да прихвати да више није тако успешан као некада.
- Маринус: атемпорално биће које се реинкарнира у нова тела сваки пут када њено старо умре.
- Имакули Константин: анхореткиња која посећује Холи као млада девојка и која уводи Хуга Ламба међу анахорите.
- Џек Сајкс: Холин млађи брат који је заправо реинкарнирана форма Кси Лоа.

## Алузије/референце на друга дела
Невидљиви сати садржи ликове из других Мичелових дела, након преседана у његовим ранијим романима. У интервјуима који су претходили објављивању овог романа, Мичел је описао овај заједнички универзум као „убер-роман".
- На почетку романа (око првог појављивања Маринуса) помиње се кинески ресторан по имену Хиљаду јесени.
- Хуго Ламб, један од наратора у роману, појављује се као дечак у филму Black Swan Green, у којем је рођак главног јунака Џејсона Тејлора. Лик Алан Вол се такође појављује у Black Swan Green.
- Помињу се Спиглас магазин и писац Феликс Финч, обоје представљени у Атлас облака и Utopia Avenue.